# Pinghua
Le pinghua (chinois simplifié : 平话 ; chinois traditionnel : 平話 ; pinyin : Pínghuà, parfois chinois simplifié : 广西平话 ; chinois traditionnel : 廣西平話 ; pinyin : Guǎngxī pínghuà, soit Pinghua du Guangxi) ou Guangxi Nanning, est une langue de la famille des langues sino-tibétaines chinoises. Elle est parlée en certaines parties de la province autonome zhuang du Guangxi, ainsi que dans la province du Hunan. Elle est parfois considérée comme proche du cantonais.
Le pinghua est un dialecte non classifié parlé par environ 200 000 personnes. Lorsque les langues chinoises sont groupées en 7 langues au lieu de 10, le pinghua est généralement groupé avec le cantonais, et il est toujours débattu de savoir s'il doit être considéré comme une langue séparée. Les locaux considèrent généralement que quatre dialectes sont parlés dans la région : le cantonais, le zhuang, le mandarin standard et le pinghua, qui ne sont pas mutuellement intelligibles. Selon Wu Wei en 2001, « le pinghua est plus une branche du cantonais que groupe indépendant de dialectes. ».